# Пуліньї-Сен-П'єр (сир)
Пуліньї-Сен-П'єр (фр. Pouligny-Saint-Pierre) — французький сир з козячого молока, виготовлений у формі піраміди. За свою форму цей сир часто називають «Ейфелевою вежею».
У 1976 році сир Пуліньї-Сен-П'єр першим з козячих сирів отримав категорію AOC і власне контрольоване найменування. Зараз цей сир виготовляють тільки в 22 комунах департаменту Ендр.
Сир дозріває близько 4–5 тижнів на дерев'яних полицях або солом'яних підстилках. Сир має щільну, злегка вологу і ароматну м'якоть із запахом козячого молока і смаком, що віддає лісовим горіхом, яка покрита сухою скоринкою з блакитною цвіллю.
Молодий Пуліньї-Сен-П'єр використовують для приготування тостів і сирних салатів. Сир середньої та пізньої стиглості вживають з білими фруктовими винами долини Луари типу Sancerre, Touraine і Reuilly.